# الأثر البيئي للتصديع المائي في الولايات المتحدة

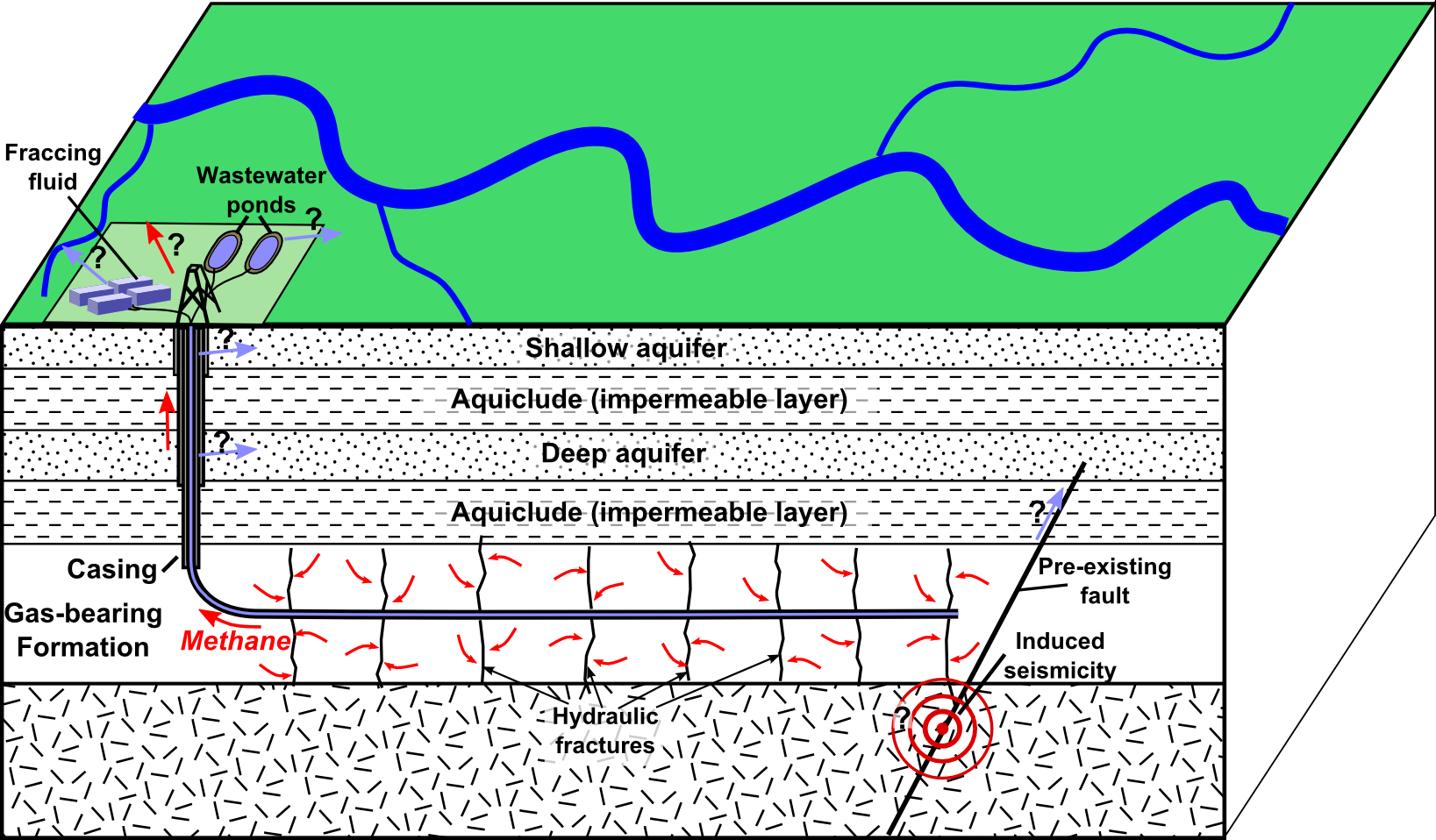
رسم تخطيطي للتصديع المائي للغاز الصخري ، يوضح التأثيرات البيئية الرئيسية المحتملة

شكل الأثر البيئي للتصديع المائي في الولايات المتحدة مسألة رأي عام تثير القلق، وهو يشمل تلوث المياه الجوفية والسطحية، وانبعاثات الميثان، وتلوث الهواء، وانتقال الغازات، والتصديع المائي للمواد الكيميائية والنويدات المشعة باتجاه السطح، واحتمال سوء إدارة النفايات الصلبة، ونواتج الحفر، وتزايد قابلية حدوث الزلازل، والآثار المصاحبة المؤثرة على سلامة النظام البيئي وصحة البشر. ولكن هذه المخاوف ناتجة عن الخلط بين التصديع المائي والحفر والإنتاج. مثلًا، لا ينتج التصديع المائي نواتج حفر. خلصت الأبحاث إلى أن صحة البشر تتأثر. وثق عدد من حوادث تلوث المياه الجوفية بسبب أعطال في أغلفة الآبار وممارسات رمي النفايات غير القانونية، بما فيها ما يؤكد على أخطار كيميائية وفيزيائية ونفسية كنتائج الحمل والولادة، وصداع الشقيقة، والتهاب الأنف المزمن، والإرهاق الشديد، وتفاقمات الربو، والإجهاد النفسي. رغم ادعاء مناهضي القوانين الخاصة بسلامة المياه بأن التصديع المائي لم يتسبب قط في تلوث مياه الشرب، فإن الالتزام بالقوانين وإجراءات السلامة ضروري لتجنب المزيد من الآثار السلبية.
منذ 1987، عبر الباحثون في وكالة حماية البيئة الأمريكية (إي بّي إيه) عن مخاوفهم من أن التصديع المائي قد يلوث المياه الجوفية. مع نمو التصديع المائي في الولايات المتحدة في السنوات اللاحقة، نمت المخاوف. «يتوقع أن يزداد التعرض العام للمواد الكيميائية العديدة الداخلة في تطوير الطاقة في السنوات القليلة التالية، بآثار غير أكيدة» حسب الكاتبة في مجال العلوم فّاليري براون في عام 2007. أخيرًا في 2010 طلب الكونغرس من وكالة حماية البيئة إجراء دراسة كاملة للأثر البيئي للتصديع. الدراسة ما تزال جارية، ولكن وكالة حماية البيئة أصدرت تقرير تقدم في ديسمبر 2012 ومسودة أخيرة لتقرير التقييم لمراجعة الأقران وتعليقاتهم في يونيو 2015.

## جودة الهواء وانبعاثات الميثان
تزيد انبعاثات الميثان من الآبار مخاوف الاحتباس الحراري. هناك سحابة ميثان بمساحة 2,500 ميل مربع تحوم فوق مساحة الزوايا الأربع لغرب الولايات المتحدة الأمريكية. حجم السحابة كان كبيرًا إلى حد قول الباحث في وكالة ناسا كريستيان فرانكنبيرغ للصحافة: «لم نستطع التأكد بأن الإشارة حقيقية». وفقًا لوكالة ناسا: «مؤلف الدراسة الأساسي إريك كورت من جامعة ميشيغان، مدينة آن آربور، لاحظ بأن فترة الدراسة تسبق انتشار استخدام التصديع المائي، قرب البقعة الساخنة. هذا يشير إلى أن انبعاثات الميثان لا يجب أن تعزى إلى التصديع المائي، بل إلى التسربات في معدات إنتاج الغاز الطبيعي ومعالجته في حوض سان خوان في نيو مكسيكو، وهي أكثر منطقة نشطة في إنتاج ميثان طبقة الفحم في البلاد.
تتعلق مخاوف أخرى بالانبعاثات من المواد الكيميائية المستخدمة في التصديع المائي والمعدات كالمركب العضوي المتطاير (فّي أوه سي) والأوزون. في 2008، كانت مستويات تركيز الأوزون في الهواء الخارجي قرب مواقع الحفر في مقاطعة سابليت، (وايومينغ)، أعلى باستمرار من معايير جودة الهواء الخارجي البالغة 75 جسيم لكل بليون وسجلت تراكيز وصلت إلى 125 جسيم لكل بليون. في ديش، (تكساس)، لوحظت مستويات مرتفعة من الكبريتيدات الثنائية، والبنزين، والزيلين، والنفتالين في الهواء، منبعثةً من محطات الضغط. في مقاطعة غارفيلد، (كولورادو)، وهي مساحة ذات تراكيز مرتفعة من أبراج الحفر، ازدادت تراكيز المركبات العضوية المتطايرة بنسبة 30% بين عامي 2004 و2006.
حلل باحثون من جامعة ميشيغان الانبعاثات الناتجة عن معدات التصديع المائي في تشكيل مارسيلوس الصخري ومجموعة إيغل فورد الصخرية، واستنتجوا أن المضخات الهيدروليكية تسببت في 83% من الانبعاثات الكلية في أسطول التصديع المائي. تراوحت انبعاثات أكاسيد النتروجين NOx بين 3,600-5,600 رطل/عمل، HC 232-289 رطل/عمل، CO 859-1416 رطل/عمل، والجسيمات المعلقة 184-310 رطل/عمل. إذا حسنت مردودات الوقود لمضخات التصديع المائي، يمكن تخفيض الانبعاثات.
في 17 أبريل 2012، أصدرت وكالة حماية البيئة تشريعات أكثر فعالية من حيث التكلفة، مشترطة حسب قانون الهواء النظيف، الذي يشتكل أول معايير هواء فدرالية لآبار الغاز الطبيعي المصدعة مائيًّا. يتوقع أن تنتج القوانين النهائية تخفيضًا يقدر بنحو 95% في انبعاثات المركبات العضوية المتطايرة من أكثر من 11,000 بئر غاز مصدع مائيًا كل عام. سيتحقق هذا التخفيض بشكل رئيسي عن طريق التقاط الغاز الطبيعي الهارب إلى الجو، وجعله متوفرًا للبيع. ستخفض القوانين أيضًا المواد السامة في الهواء، التي يعرف بأنها متهمة بتسبيب السرطان وآثار صحية خطيرة أخرى، وانبعاثات الميثان، وهو من غازات الدفيئة المؤثرة.
اكتشفت دراسة نشرت في وقائع الأكاديمية الوطنية للعلوم في أبريل 2014 «تدفقًا مناطقيًّا بارزًا للميثان على مساحة كبيرة من آبار التشكيلات الصخرية الغازية في جنوب غرب بنسلفانيا في تشكيل مارسيلوس الصخري واكتشفت أيضًا عدة بطانات ذات انبعاثات مرتفعة للميثان. كانت تعرف بطانات غازات التشكيلات الصخرية هذه ضمن عملية الحفر، وتعد مرحلة قبل إنتاجية لم تكن ترتبط مسبقًا بانبعاثات مرتفعة للميثان». وجدت الدراسة أن «انبعاثات كبيرة بمتوسط 34 غرام CH4 في الثانية لكل بئر لوحظت من سبع بطانات آبار حدد بأنها في طور الحفر، وهو أكبر بمرتبتين إلى ثلاث من تقديرات وكالة حماية البيئة في الولايات المتحدة لهذا الطور من العمليات. الانبعاثات من بطانات الآبار هذه، وتمثل نحو 1% من العدد الإجمالي للآبار، تتسبب في 4-30% من التدفق الملاحظ في المنطقة. هناك حاجة للمزيد من العمل لتحديد كل مصادر انبعاثات الميثان من إنتاج الغاز الطبيعي، لتأكيد سبب حدوث هذه الانبعاثات ولتقدير آثارها على المناخ وكيمياء الغلاف الجوي».
كشف استقصاء جوي ليومين في مواقع التصديع المائي في جنوب غرب بنسلفانيا عن عمليات حفر تصدر أعمدة من الميثان تبلغ 100 إلى 1000 ضعفًا من المعدلات التي تتوقعها وكالة حماية البيئة من هذه المرحلة من الحفر.
في 2019، استنتج هوارث أن ارتفاع إنتاج غاز التشكلات الصخرية في شمال أمريكا ساهم بشكل بارز في الزيادة الحديثة لميثان الغلاف الجوي. ورقة أفكار ووجهات نظر التي كتبها هوارث جدلية بتعليق نقدي من ليوان (2020) وهي تناقض أوراق أخرى من بينها ورقة مراجعة لعام 2019 عن الميثان الجوي (تورنر وزملاؤه، بّي إن إيه إس 2019) وورقتين سابقتين تستخدمان النظائر المستقرة (شايفر وزملاؤه، ساينس 2016، وشفّيتزكه وزملاؤه، نيتشر 2016).